# Гытгыльвэваам
Гытгыльвэваам (Гытхытхвэвуваам) — река на Дальнем Востоке России, протекает по Иультинскому району Чукотского автономного округа. Устье реки находится в 198 км от устья Амгуэмы по правому берегу. Длина — 36 км.
Название в переводе с чук. Гытгытвэваам — «сужающаяся река».
Близ устья реку пересекает автомобильная дорога Иультин — Эгвекинот.

## Притоки
Объекты перечислены по порядку от устья к истоку.
- 12 км: Пыкаркай[3] (лв)
- 14 км: река без названия (лв)
- 21 км: Недоступный[3] (пр)
- 21 км: река без названия (лв)
- 22 км: Малый Гытгыльвэваам[3] (лв)
- Глыбовый[6] (лв)
- Солнечный[7] (лв)

## Данные водного реестра
Река относится к Анадыро-Колымскому бассейновому округу; бассейн — Бассейны рек Чукотского моря; подбассейн — Подбассейн отсутствует.
Водохозяйственный участок — Бассейны рек Чукотского моря.
Код объекта в государственном водном реестре — 19030000112119000088950.